# Arnold Krug
Arnold Krug, född den 16 oktober 1849 i Hamburg, död där den 4 augusti 1904,  var en tysk tonsättare, son till Diederich Krug.
Krug studerade för bland andra Reinecke, Kiel och Frank samt var 1872–1877 pianolärare vid Sternska konservatoriet i Berlin. Därefter reste han som innehavare av Meyerbeer-stipendiet till Italien och Frankrike, bildade därefter i Hamburg eget sångsällskap och blev 1885 lärare vid konservatoriet där. Han var en solid och ansedd kompositör av symfonier, en svit, romanska danser, Liebesnovelle för stråkorkester, en violinkonsert, kammarmusikverk samt piano- och körverk.